# Museu Rondon
O Museu Rondon de Etnologia e Arqueologia da Universidade Federal de Mato Grosso (MUSEAR/UFMT) é uma instituição universitária, sem fins lucrativos que visa a pesquisa, o ensino e a extensão nas áreas de Etnologia e Arqueologia. Foi criado pela Resolução nº CD 36/72 de 30 de junho de 1972 e nomeado como “Museu Rondon” pela Resolução do Conselho Diretor da Fundação Universidade Federal de Mato Grosso nº 36 de 30 de junho de 1972.
O MUSEAR é unidade administrativa do Instituto de Ciências Humanas e Sociais da Universidade Federal de Mato Grosso (ICHS). A unidade museal possui dois cargos: Supervisão e Museólogo. O Conselho Científico é formado por docentes do Departamento de Antropologia e pelo Museólogo com funções de avaliar e emitir pareceres sobre atividades e projetos científicos e de exposições, desenvolvidos no âmbito do Museu, ações estabelecidas no Regimento Interno, aprovado pela Resolução CONSUNI Nº 11, de 27 de agosto de 2014.
Inaugurado em 08 de janeiro de 1973, teve a colaboração de indigenistas como Orlando Villas Boas, João Américo Peret e Apoena Meireles, vinculados ao museu como pesquisadores, tornando-se os “principais fornecedores de acervo de cultura material exposto no salão de refeições do prédio do antigo restaurante universitário, situado no Parque Aquático, ao lado da piscina, onde permanece até hoje”.
A Resolução nº CD 36/72 de 30 de junho de 1972, considerava “ a presença de vinte e nove grupos tribais remanescentes da população pré-colombiana da América em terras mato-grossenses do norte; “ a necessidade de imediata criação de um centro de reflexão e de ação indigenista, em nível superior” ; “a necessidade de auxílio às sociedades atávicas pré-colombianas a fim de tornarem sociedades indígenas dinâmicas, auto-defensáveis, capazes de participar ativa, consciente e permanentemente do esforço nacional de desenvolvimento”; “que o Marechal Cândido Mariano da Silva Rondon, o “Pacificador”, é tido na história como uma das cinco personalidades ilustres que mais serviram à Humanidade”; “ considerando que na estrutura administrativa da Universidade há os órgãos suplementares destinados a desenvolver atividades auxiliares de natureza técnica, cultural, recreativa e de assistência – e dentre eles os Museus – com estruturação progressiva”; resolve, no Artigo 1º “ criar o Museu Rondon, como órgão suplementar desta Universidade”.
Nesta Resolução, o Artigo 2º estabeleceu a criação da “ estrutura básica” composta de Diretoria e duas divisões: a Divisão Indigenista e a Divisão Naturalista. No Artigo 3º, estabeleceu a criação de cargos correspondentes, Diretor (1) e Chefe de Divisão (2). Os requisitos exigidos para o preenchimento dos cargos eram: Diretor: “nível superior e experiência fundamentadas em estudos sociais e antropológicos”; “Chefe de Divisão – nível superior com formação especializada para cada divisão”. O artigo 5º, estabeleceu que o Museu Rondon poderia contar com os “serviços do Quadro Técnico da Assessoria de Planejamento e Desenvolvimento, que recrutará um museólogo, atendidas as exigências legais”.
Com o objetivo de fortalecer a unidade museal da Universidade Federal de Mato Grosso, o artigo 6º estabeleceu as atribuições e competências do Museu como instituição universitária: “ planejar, programar e executar um esforço sistemático e permanente de pesquisa aplicada e de ensino especializado, estabelecendo prioridade para a melhoria de vida da população indígena entre a maioria e a minoria étnicas”; “promover a coleta, autenticação, seleção, conservação e exibição de peças ou objetos correlacionados”; “dotar o Museu de um centro de estudos dinâmicos a serviço da Universidade e da Comunidade”.
Uma década depois, o Conselho Diretor publica a Resolução No CD-30/82 e “reorganiza o Museu Rondon”, “considerando a necessidade de adequação da estrutura do Museu às contingências de contenção de despesas, mas respeitando as suas finalidades precípuas”, resolve extinguir a função de Diretor e a função de Chefe da Divisão Indigenista”, prevista no plano de cargos e salários, para considerá-la transferida para a nova função de “Gerência do Museu Rondon”. A Gerência passou a ser a única função existente na organização administrativa do Museu Rondon, após a revogação dos artigos 2º, 3º, 4º e 5º da Resolução nº CD 36/72, de 30 de junho de 1972.
É importante conhecer a conjuntura da instituição que “fora criada a partir dos fundamentos da política indigenista do Estado-Nação, sob o comando do Serviço de Proteção ao Índio (SPI) que, outrora sob o nome de Serviço de Proteção aos Índios e Localização de Trabalhadores Nacionais (SPILTN), fundado pelo Marechal Cândido Mariano da Silva Rondon em 1910, tinha como mote promover a colonização e o povoamento das fronteiras do interior do Brasil, utilizando os índios como mão-de-obra de instalação e manutenção das Linhas Telegráficas e Estratégicas de Mato Grosso ao Amazonas”.
Na década de 1980, antes da criação do Departamento de Antropologia em 1992, as primeiras antropólogas do Museu Rondon, assumiam a administração do museu, sem orçamento próprio no prédio de 600 m2. Em 2007, foi criada a Associação de Amigos do Museu Rondon (ASAMUR), entidade sem fins lucrativos, que conduziu as atividades de reforma da sala de exposição para a reinauguração em abril de 2008. Para a reforma, o Museu recebeu recursos do governo federal. Nesse mesmo ano, construíram uma “casa indígena” de referência do povo Kurâ-Bakairi com a participação dos Kurâ-Bakairi da aldeia Pakuera, localizada no município de Paranatinga.
Nas décadas seguintes, várias (os) antropólogas (os) atuaram no Museu Rondon e depois no Departamento de Antropologia do Instituto de Ciências Humanas e Sociais: Edir Pina de Barros, Maria Fátima Roberto Machado e Maria de Lourdes Bandeira, João Dal Poz, Joana Aparecida Fernandes, Aloir Pacini e Heloísa Ariano.
O Museu Rondon de Etnologia e Arqueologia constitui o conjunto de instalações do maior campus da Universidade Federal de Mato Grosso, na capital Cuiabá, que leva o nome de Gabriel Novis Neves, seu primeiro reitor no período de 1971 a 1981, localizado no bairro Boa Esperança. O campus é limitado por duas das principais vias arteriais da cidade de Cuiabá, as avenidas Fernando Corrêa da Costa e Jornalista Arquimedes Pereira Lima, ambas ligando as regiões mais periféricas do sul e distrito industrial ao centro-norte da capital, facilitando não só o processo de ocupação da área que, à época da fundação da universidade era pouco habitada, como também o intenso fluxo atual de pessoas durante toda a semana, não apenas de técnicos, alunos e professores da universidade, mas também de turistas e pessoas da região que buscam algumas das opções de lazer que a UFMT oferece.
A Resolução CONSUNI n.º11, de 27 de agosto de 2014, aprovou o Regimento Interno do MUSEAR e alterou o nome Museu Rondon para Museu Rondon de Etnologia e Arqueologia da UFMT (MUSEAR). Após a reforma e ampliação, o MUSEAR foi reinaugurado em 10 de outubro de 2016 com nova curadoria da exposição de longa duração, Diversidade Étnica e Cultural em Mato Grosso, o Auditório para 100 pessoas, a Reserva Técnica e as dependências administrativas com a inserção do Programa de Mestrado em Antropologia Social (PPGAS/UFMT) em sua sede.